# Dream Daddy: A Dad Dating Simulator
Dream Daddy: A Dad Dating Simulator est un jeu vidéo de type drague et visual novel développé et édité par Game Grumps (qui est à l'origine une chaîne YouTube dédiée au Let's Play). Il est sorti en 2017 sur Windows, Mac et Nintendo Switch.

## Histoire
Le joueur incarne un père célibataire et veuf, qui vient d'emménager à Maple Bay avec sa fille, Amanda. Dans la nouvelle rue où ils habitent vivent également sept autres pères (daddys) aux caractères et apparences variés que le joueur peut séduire : Mat, Craig, Hugo, Brian, Damien, Robert et Joseph. Le jeu est riche en humour et en second degré.

## Système de jeu
Dream Daddy est un visuel novel où le joueur peut draguer sept pères de famille. Le gameplay intègre des phases de mini-jeux et des fins multiples. Les joueurs peuvent choisir l'apparence du père qu'ils incarnent.

## Accueil

### Critique
Le jeu a reçu de bonnes notes de la part de la presse spécialisée :
- Game Informer : 7,5/10[4]
- PC Gamer US : 70 %[5]

Pour Canard PC, l'une des grandes réussites du jeu est la relation entre le personnage-joueur et sa fille, Amanda.

### Récompenses
Le jeu reçoit deux mentions honorables lors de l'Independent Games Festival 2018 dans les catégories du Grand prix Seumas-McNally et de l'Excellence en Narration.

### Ventes
En quelques jours, le jeu s'est vendu à plus de 80 000 exemplaires et intègre le top des ventes de Steam, un succès surprise pour un jeu de niche. Pour Aymeric Parthonnaud, chroniqueur web pour RTL, le succès du jeu est lié à son sujet : « Le thème du père qui s’occupe de ses enfants est aussi tabou que séduisant, c’est une vraie licorne sociétale. Une thématique jamais évoquée, mais qui fait rêver les co-papas qui sommeillent chez les gays et les futures mamans. Et alors s’il y a deux papas ensemble : combo ! ».